# Josef Peták (fotbalista)
Josef Peták (12. února 1950 - 30. prosince 2023) byl český fotbalista, obránce.

## Fotbalová kariéra
Začínal v Kunraticích. V československé lize hrál za Spartu Praha. Nastoupil ve 27 ligových utkáních a dal 2 ligové góly.

## Ligová bilance
| Ročník                                     | Zápasy | Góly | Klub         |
| ------------------------------------------ | ------ | ---- | ------------ |
| 1. československá fotbalová liga 1971/1972 | 9      | 1    | Sparta Praha |
| 1. československá fotbalová liga 1972/1973 | 4      | 0    | Sparta Praha |
| 1. československá fotbalová liga 1974/1975 | 14     | 1    | Sparta Praha |
| CELKEM                                     | 27     | 2    |              |